# R.SA
Pour les articles homonymes, voir RSA.
R.SA est une station de radio locale privée de Saxe.

## Histoire
À l'origine en avril 1995, la fréquence est attribuée à Radioropa Infowelle Sachsen créée par TechniSat qui devient en 1998 Radioropa oldie.fm. Un an plus tard, TechniSat vend ses parts à Radio PSR.
En 2003, la radio devient R.SA avec comme animateurs vedettes le duo comique Böttcher & Fischer. Le 12 mai 2017, la radio annonce la fin de la collaboration avec Thomas Böttcher.

## Audience
En moyenne, 116 000 personnes écoutent R.SA.

## Source de la traduction
- (de) Cet article est partiellement ou en totalité issu de l’article de Wikipédia en allemand intitulé « R.SA » (voir la liste des auteurs).